# John Richardson (Philosoph)
John Richardson (* 1951) ist ein derzeit an der New York University lehrender US-amerikanischer Philosoph.
Richardson erwarb 1972 einen B.A. in Philosophie in Harvard, 1974 einen B.A. in Philosophie, Politik und Wirtschaft und 1981 seinen Ph.D.-Abschluss in Berkeley, wo er Schüler von Hubert Dreyfus war. Seine Arbeitsgebiete sind kontinentale Philosophen des 18., 19. und 20. Jahrhunderts, insbesondere Immanuel Kant, Friedrich Nietzsche und Martin Heidegger, außerdem der Antike, insbesondere Aristoteles. In jüngeren Studien beschäftigten ihn teleologische Auffassungen der genannten Theoretiker und Beziehungen zwischen der Philosophie der Biologie und der Evolutionstheorie.

## Werke
- Existential Epistemology; A Heideggerian Critique of the Cartesian Project; Oxford, 1986
- Nietzsche’s System; Oxford, 1996
- Nietzsche’s New Darwinism; Oxford, 2004.
- Mit-Herausgabe von: Nietzsche; 2001 (Oxford Readings in Philosophy)